# 세종 제일풍경채 위너스카이
세종 제일풍경채 위너스카이(영어: Sejong Jeil Poonggyeongche Winner Sky)는 대한민국 세종특별자치시 나성동 행정중심복합도시에 위치한 아파트 단지다.

## 같이 보기
- 세종특별자치시의 마천루 목록